# Morne Diablotins
Der Morne Diablotins ist mit einer Höhe von 1447 m, der höchste Berg Dominicas.
Der Berg befindet sich im Norden der Insel, etwa 24 Kilometer nördlich von Dominicas Hauptstadt Roseau und ungefähr 10 Kilometer südöstlich von Portsmouth, der zweitgrößten Stadt auf der Insel.
Der Morne Diablotins ist ein tätiger Schichtvulkan, der zuletzt vor 30.000 bis 40.000 Jahren ausbrach. Bis jetzt zeigt der Morne Diablotins seismische Tätigkeit; er ruht, ist aber Vulkanologen zufolge immer noch ein tätiger Vulkan, der plötzlich wieder aktiv werden kann.